# Henryk Galant
Henryk Galant (ur. 17 stycznia 1956 w Świebodzinie) – polski lekkoatleta specjalizujący się w biegach sprinterskich. Reprezentant Polski na letnich igrzyskach olimpijskich 1976 – był rezerwowym w sztafecie 4 × 400 metrów.

## Życiorys
W 1975 roku wziął udział w mistrzostwach Europy juniorów. W biegu na 400 metrów wygrał bieg eliminacyjny, półfinałowy i finałowy, dzięki czemu został mistrzem Europy juniorów. Wziął także udział w sztafecie 4 × 400 metrów, gdzie, wspólnie z Wiesławem Puchalskim, Edwardem Antczakiem i Markiem Jakubczykiem, zdobył brązowy medal.
Dwa lata później wystartował w letniej uniwersjadzie, gdzie, wspólnie z Cezarym Łapińskim, Jerzym Pietrzykiem i Ryszardem Podlasem zdobył srebrny medal w sztafecie 4 × 400 metrów.
Dwukrotnie zdobywał medale seniorskich mistrzostw Polski – w 1975 roku zdobył brązowy medal w biegu na 400 metrów, a w 1978 złoty w sztafecie 4 × 400 metrów. W 1972 i 1973 roku zdobywał brązowe medale mistrzostw Polski juniorów młodszych w biegu na 400 metrów. W 1974 roku zdobył srebrny medal mistrzostw Polski juniorów w biegu na 400 metrów, a rok później został mistrzem Polski juniorów w tej konkurencji.
W latach 70. XX wieku ustanowił rekordy okręgu zielonogórskiego w biegu na 100 metrów (10,3 s) i 400 metrów (46,6 s). W swojej karierze siedmiokrotnie reprezentował barwy lekkoatletycznej reprezentacji Polski juniorów lub seniorów.
W czerwcu 2015 roku w Sulechowie pod honorowym patronatem Henryka Galanta rozegrano I bieg „Sulechowska Dziesiątka”.

## Rekordy życiowe
Jego rekordy życiowe to:
- 10,3 s w biegu na 100 metrów (Erfurt, 18 czerwca 1974)[9],
- 21,0 s w biegu na 200 metrów (Warszawa, 11 czerwca 1977)[10],
- 46,23 s w biegu na 400 metrów (Bydgoszcz, 25 czerwca 1976)[11].